# Achim Reichardt
Achim Reichardt (* 15. Juni 1929 in Korbußen) ist ein ehemaliger deutscher Diplomat. Er war Botschafter der Deutschen Demokratischen Republik (DDR) im Libanon und Generalsekretär des Solidaritätskomitees der DDR.

## Leben
Nach dem Besuch der Volksschule erlernte er ab 1944 den Beruf eines kaufmännischen Angestellten. Von 1950 bis 1953 bildete er sich an der Arbeiter-und-Bauern-Fakultät der Universität Jena fort und erwarb das Abitur. Von 1953 bis 1956 studierte er Völkerrecht und Internationale Beziehungen an der Akademie für Staats- und Rechtswissenschaften in Potsdam-Babelsberg mit dem Abschluss als Diplomstaatswissenschaftler.
Im September 1956 wurde er Mitarbeiter im Ministerium für Auswärtige Angelegenheiten der DDR (MfAA). Von 1958 bis 1961 war er Stellvertreter des Leiters der Handelsvertretung der DDR in Sudan, von 1965 bis 1968 übte er die Funktion eines Beauftragten der Regierung der DDR für Handels- und Wirtschaftsfragen in Libyen aus und von 1970 bis 1972 war er als Rat der Botschaft der DDR im Sudan tätig. 1972 übernahm er eine leitende Funktion im MfAA und von Februar 1978 bis August 1981 war er Botschafter der DDR im Libanon. Vom 4. März 1982 bis 1990 war er als Nachfolger von Kurt Krüger Generalsekretär des Solidaritätskomitees der DDR. Nach der deutschen Wiedervereinigung war er bis Ende 1992 Geschäftsführer der Nachfolgeorganisation Solidaritätsdienst International.
Reichardt war Mitglied der SED.

## Auszeichnungen
- Vaterländischer Verdienstorden in Bronze (1979), in Silber (1989)

## Privates
Reichardt ist seit 1952 verheiratet und Vater zweier Kinder, geboren 1956 und 1959. Er lebt als Rentner in Rangsdorf.

## Schriften
- Nie vergessen – Solidarität üben, Kai Homilius Verlag, 2006.
- Abenteuer eines DDR-Diplomaten: Meine Jahre in Libyen, Verlag am Park, 2015